# Storyline (Wrestling)
Storyline ist ein Fachausdruck aus dem Wrestling. Seine Wurzeln liegen im sogenannten worked match der 1920er-Jahre und ist eng verbunden mit dem Begriff Gold Dust Trio. 
Storylines sind die Handlungsstränge von Fehden im Wrestling, die vom Management und Drehbuchautoren der Wrestling-Promotoren ausgearbeitet werden. Sie sind auf längere Zeit angelegt und enden meist mit einem Match auf einer Großveranstaltung (etwa einem Pay-per-View). Erfolgreiche Storylines können unter Umständen auch mehrere Jahre umfassen oder es wird in aktuellen Storylines auf ältere Storys Bezug genommen.

## Zweck der Storyline
Storylines werden entwickelt, um dem Publikum die Handlungsstränge innerhalb des Wrestlings und der betreffenden Wrestler plausibel nahezubringen. Deswegen beinhalten Storylines Geschichten, die um einen Wrestler (Einzel- und Tag-Team-Bereich) und dessen Kontrahenten aufgebaut werden. So werden die als „Fehden“ dargestellten künstlichen Auseinandersetzungen mitunter auch mit privaten Bezugspunkten gespickt, um diese Auseinandersetzungen auch glaubhaft verkaufen zu können. So laufen auch die verschiedenen Stables der Ligen unter dem Gesichtspunkt der Storyline. Aber Storylines können auch ein ungeplantes Eigenleben entwickeln. So wurde beispielsweise das Stable der Four Horsemen als reines Gimmick gegründet. Doch im Laufe der Jahre entwickelte sich diese Gruppierung, die um Ric Flair aufgebaut wurde, sowohl in der National Wrestling Alliance als auch bei World Championship Wrestling zu einem realen Machtfaktor, der vor allem den „Backstage“-Bereich beherrschte.
Im heutigen „Sports Entertainment“, wie es vor allem bei den großen US-amerikanischen Promotionen World Wrestling Entertainment, Total Nonstop Action Wrestling auf der einen und bei All Elite Wrestling als größte unabhängige Promotion auf der anderen Seite praktiziert wird, spielen Storylines die wichtigste Rolle, da durch diese das Interesse an den Ligen und deren Wrestler geweckt wird. Dagegen wird in der übrigen unabhängigen Wrestling-Szene auf eine detaillierte Storyline weniger Wert gelegt. Deren Schwerpunkt liegt nicht auf der „Unterhaltung“, sondern mehr auf dem „sportlichen“ Teil des Wrestlings. So werden bei reinen Independent-Ligen wie der CZW, der IWA oder der wXw die einzelnen Storylines in der Regel auch nur für vier bis zwölf Wochen ausgearbeitet. Länger eingebundene Handlungsstränge bilden dort eher die Ausnahme.
Die im Wrestling erlittenen Verletzungen, bei denen ein Wrestler pausieren muss, entsprechen in der Regel der Storyline. Wenn ein Wrestler sich – aus privaten oder gesundheitlichen Gründen – eine Auszeit nehmen möchte, so wird er mit einer in einem Match erlittenen „schwerwiegenden Verletzung“ aus der aktuellen Storyline herausgeschrieben. Gleiches gilt für „Entlassungen“ vor laufender Kamera. Auch diese sind meist nur ein Stilmittel im Rahmen einer Storyline, um Auszeiten erklären zu können.

## Wrestling-Titel
Diese bilden einen wesentlichen Teil der Storyline im Wrestling. Mit dem Erhalt eines untergeordneten Ligentitels beginnt der Aufbau eines Wrestlers zum Star. Die Liga zeigt damit an, dass sie in diesem ein großes Potential sieht und er nun von der Promotion gefördert wird. Die Titelregentschaft wird vertraglich für eine bestimmte Dauer fest vereinbart. Seit Ende der 1930er-Jahre hat sich für Champions, die ihren Titel nur in der eigenen Promotion verteidigen, der Begriff Paper Champion herausgebildet.
Der Karrierehöhepunkt eines Wrestlers ist der Erhalt des höchsten Titels der Promotion. Bei den großen Verbänden wie der WWE, TNA und der NWA ist dieses ein sogenannter Weltmeistertitel (World Heavyweight Championship), bei den kleineren Verbänden der regionale Schwergewichtstitel (States Heavyweight Championship).
Bei der National Wrestling Alliance und in der Independent-Szene bekommen nur amtierende Champions einen Festvertrag. Dieser verpflichtet den amtierenden Champion, seinen Titel nur in der entsprechenden Promotion zu verteidigen. Damit wird verhindert, dass ein Champion ohne Wissen seiner Hauptliga in einer anderen Promotion seinen Titel verteidigen und womöglich verlieren wird. Wo dieses jedoch geschieht, basiert wieder auf einer zuvor ausgearbeiteten Storyline, der ein abgeschlossener Kooperationsvertrag zwischen den betreffenden Promotionen vorausging. 
Die Besonderheit in der NWA ist jedoch, dass Welttitel in den gesamten Mitgliedsverbänden weltweit ausgetragen werden, regionale jedoch nur im entsprechenden Wrestling-Territorium.
Plötzliche Titelverluste sind meist Folgen von Ereignissen, die nicht eingeplant sind. So können zum Beispiel reale Verletzungen, eine Suspendierung, private Gründe eines Wrestlers oder eine Auffälligkeit in der offiziellen Gesundheitspolitik (Wellness Policy) der Promotion zum Verlust des Titels führen.